# Sokoleč
Sokoleč (deutsch Sokoletsch, auch Sokolecz) ist eine Gemeinde in Tschechien. Sie liegt fünf Kilometer südlich von Poděbrady und gehört zum Okres Nymburk.

## Geographie

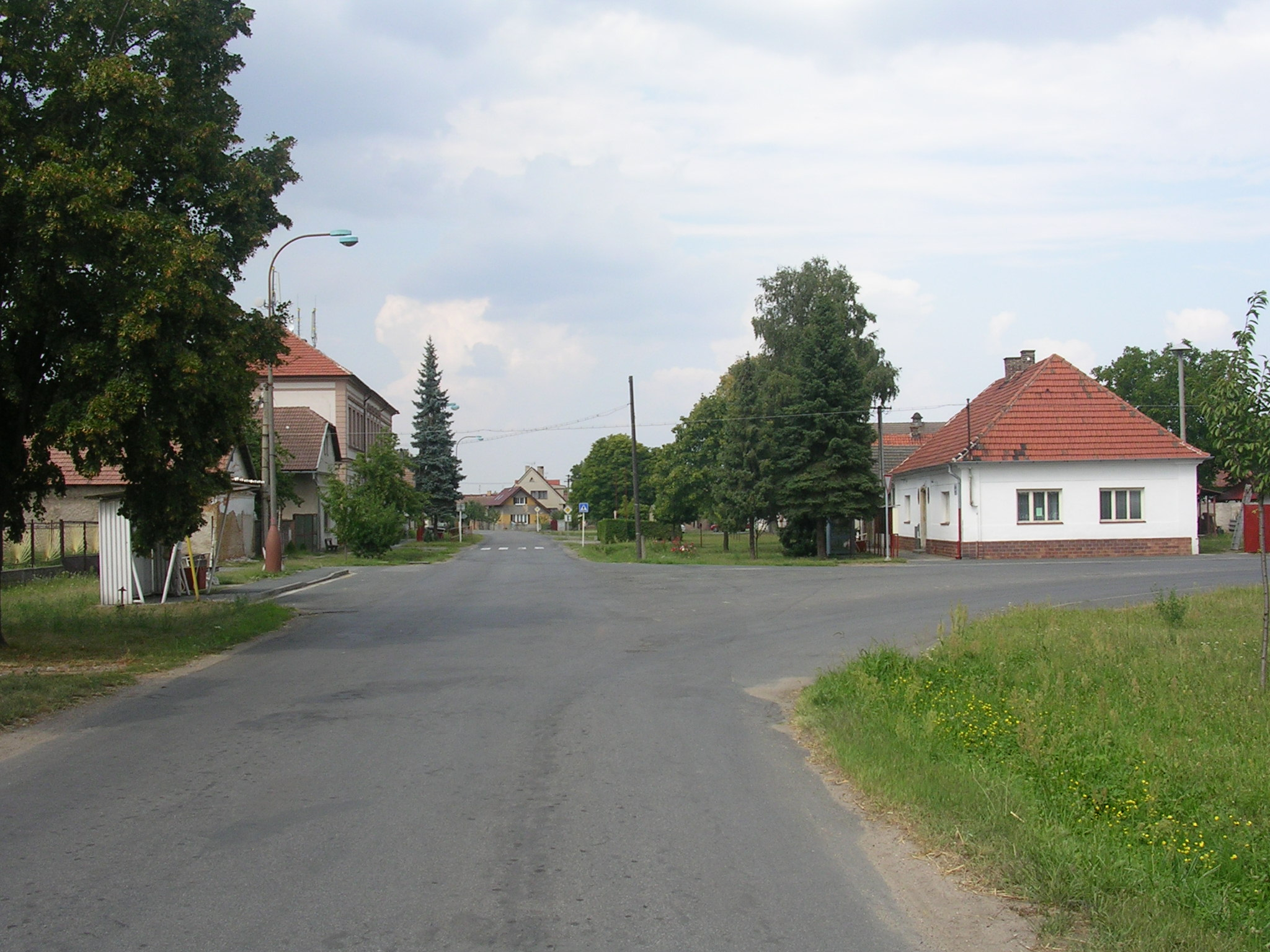
Kreuzung in Sokoleč, linksseitig die Schule und gegenüber in der alten Schule das Gemeindeamt

Sokoleč befindet sich linkselbisch am Graben Sokolečská strouha auf der Böhmischen Tafel. Das Dorf liegt innerhalb des großen Eisenbahnversuchsrings Velim, am westlichen Ortsrand liegt der kleine Ring. Nördlich verläuft die Autobahn D11/E 67, hier liegt die Abfahrt 39 Poděbrady-jih. Im Osten liegt die Staatsstraße 38 zwischen Nymburk und Kolín. Südöstlich liegen die Fluren des im Dreißigjährigen Krieg erloschenen Dorfes Popovice.
Nachbarorte sind Přední Lhota und Kluk im Norden, Libice nad Cidlinou im Nordosten, Oseček und Předhradí im Osten, Pňov und Klipec im Südosten, Dolní Nouzov, Horní Nouzov und Velim im Süden, Cerhenice im Südwesten, Ratenice im Westen sowie Vrbová Lhota im Nordwesten.

## Geschichte

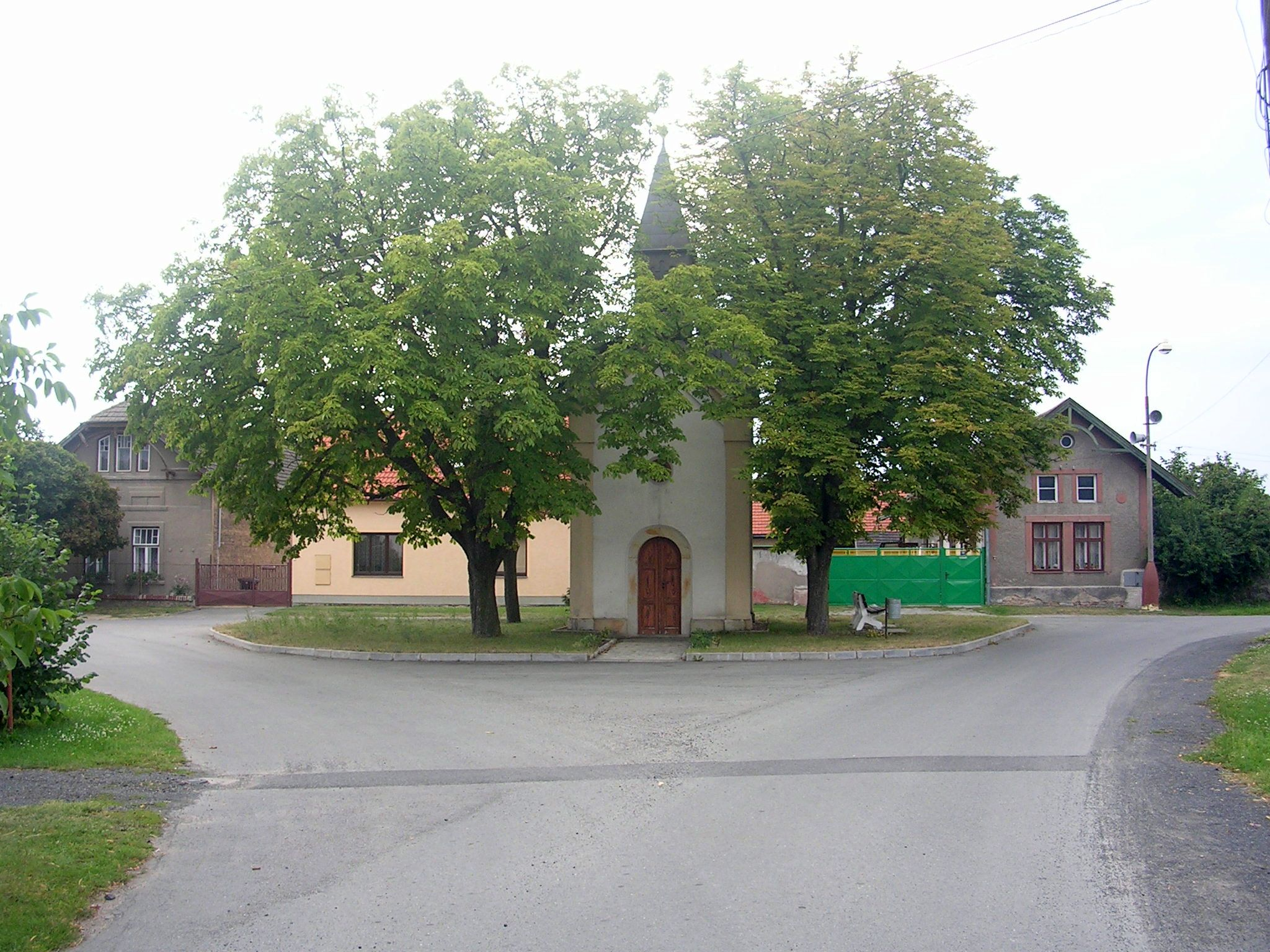
Kapelle am Dorfplatz

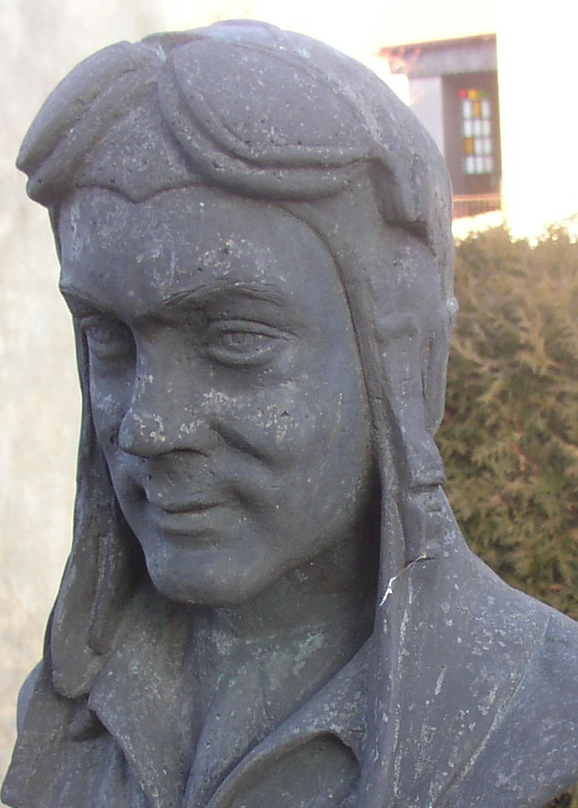
Büste František Nováks

Die erste schriftliche Erwähnung von Sokolčí erfolgte im Jahre 1332. Nach alten Überlieferungen soll der Ort schon zu Beginn des 13. Jahrhunderts ein Lehen des königlichen Falkners gewesen sein, woraus auch der Ortsname entstand. Die Bewohner arbeiteten als Holzfäller in den herrschaftlichen Wäldern; später wurden Landwirtschaft und Handwerk zum Haupterwerb. 1799 wurde eine Dorfschule eingeweiht.
Nach der Aufhebung der Patrimonialherrschaften bildete Sokoleč ab 1850 eine Gemeinde im Bezirk Poděbrady. Im 19. Jahrhundert begann der Anbau von Zuckerrüben und Zichorien, um 1880 entstand eine Zichoriendarre. Zwischen 1900 und 1904 entstand die neue Schule. 1906 fand ein Bauer auf einem Feld bei Sokoleč ein goldenes Beil, das sich heute im Museum in Poděbrady befindet. Seit 1961 gehört die Gemeinde zum Okres Nymburk. 1963 entstand der Eisenbahnversuchsring Velim. Seit 2005 wird jährlich im Juni auf der einen Kilometer außerhalb des Dorfes gelegenen Waldwiese Mýtina das Mýtina-Festival für Country, Folk und Trampmusik veranstaltet.

## Gemeindegliederung
Für die Gemeinde Sokoleč sind keine Ortsteile ausgewiesen.

## Sehenswürdigkeiten
- Denkmal für František Novák
- Kapelle am Dorfplatz, errichtet 1799

## Söhne und Töchter der Gemeinde
- František Novák (1902–1940), tschechischer Pilot und Flugakrobat, als König der Lüfte bezeichnet